# 리수팡
리수팡(중국어: 李淑芳, 병음: Lǐ Shúfāng, 한자음: 이숙방, 1979년 5월 6일~)은 중화인민공화국의 유도 선수이다. 2000년 하계 올림픽 여자 하프미들급에서 은메달을 획득했다. 

## 경력
산둥성 칭다오시 출신으로 1996년 포르투에서 열린 1996년 세계 주니어 선수권 대회에서 결승에 오르며 일본의 구사카베 기에의 뒤를 이어 은메달을 획득했다.
이듬해인 1997년에 성인 국가대표로 발탁되어 3월에 열린 부다페스트 은행배 유도 대회에서 성인 국제 대회 데뷔전을 가졌다. 같은 해 11월에는 마닐라에서 열린 1997년 아시아 선수권 대회에서 동메달을 획득했다.
2000년 시드니에서 열린 2000년 하계 올림픽에 참가했으며 키르기스스탄의 올가 아르타모노바, 벨기에의 헬라 판데카베이어, 이탈리아의 제니 갈을 꺾고 결승에 올랐으며 결승에서 프랑스의 세브린 반덴앵드에게 패하여 은메달을 획득했다.